# Camp Bucca

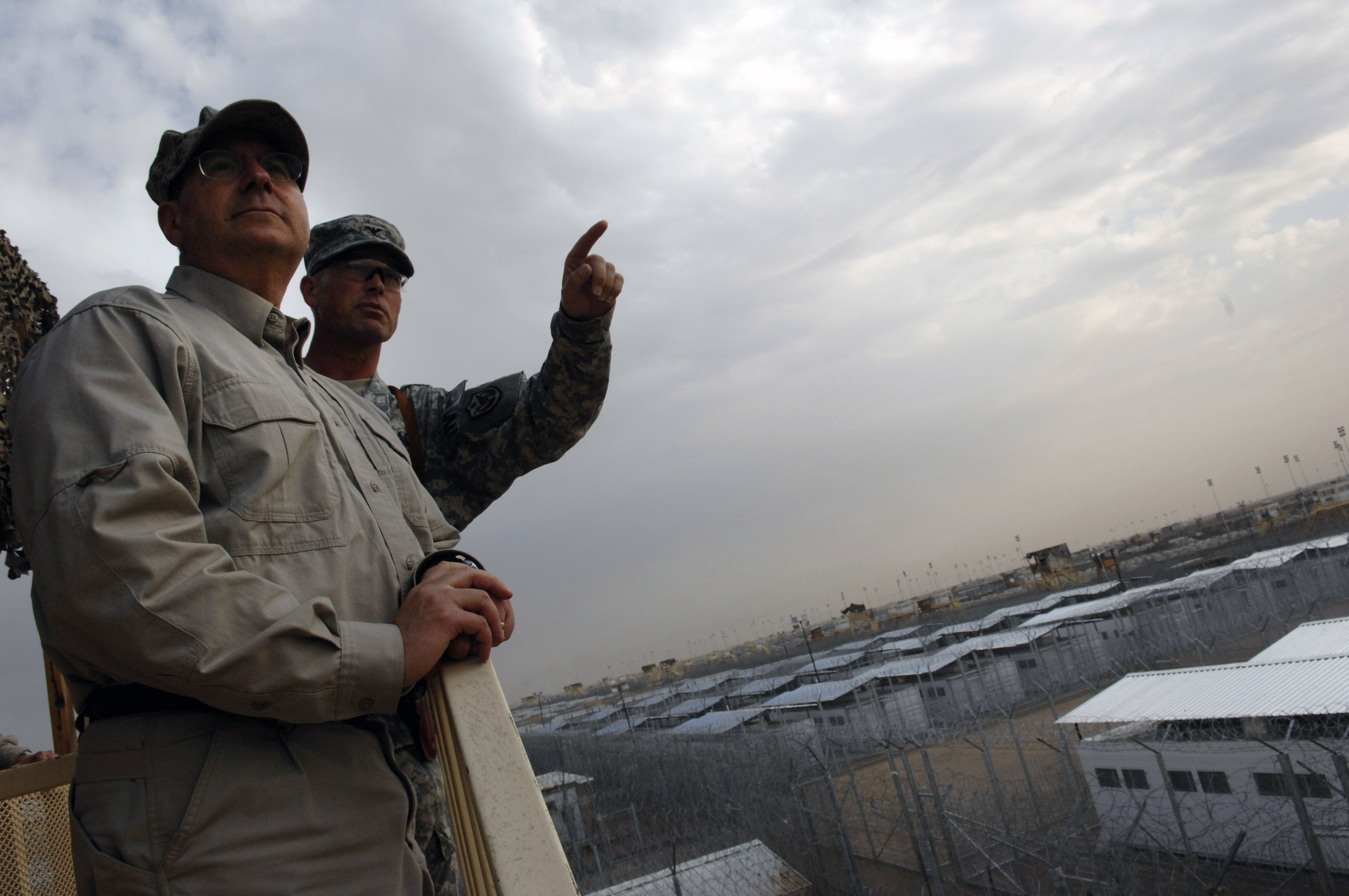
Oficiales de Estados Unidos vigilando el centro de detención.

Camp Bucca (en árabe|سجن بوكا) fue un centro de detención clandestino de prisioneros de Estados Unidos ubicado en Um Kasar a las afueras de la ciudad de Basora aislado en el desierto en el sur de Irak. Algunas fuentes sitúan en esta cárcel el nacimiento del Estado Islámico porque en ella coincidieron algunos de los principales líderes islamistas, entre ellos el autoproclamado califa Abu Bakr al-Baghdadi y militares del ejército de Sadam Hussein que posteriormente se sumaron al proyecto yihadista. Dejó de funcionar oficialmente como cárcel en noviembre de 2009. 
En 2011 el Grupo Kufan de capital iraquí y estadounidense transformó Camp Bucca en Basra Gateway (La puerta de Basora), un moderno complejo industrial con un centro logístico, un centro de almacenamiento de contenedores de crudo y un hotel que da servicio a las empresas petrolíferas de la zona inaugurado en septiembre de 2011.

## Historia

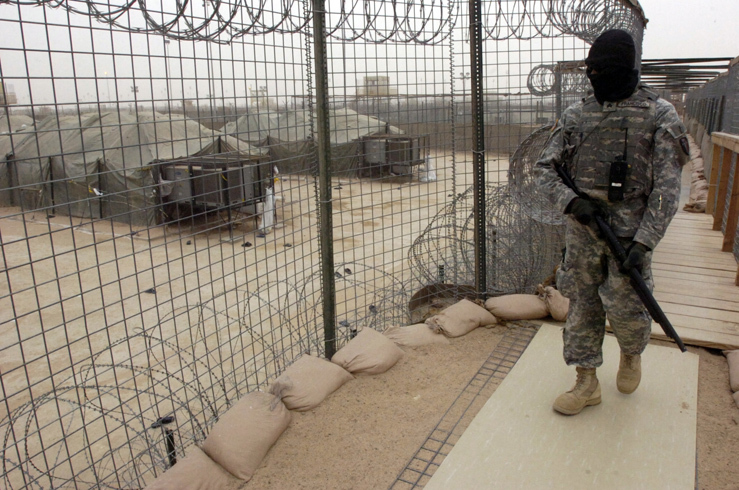
Un soldado estadounidense en Camp Bucca (2008)

La instalación se denominó en un principio Camp Freddy y fue utilizada por las fuerzas británicas como centro de detención de prisioneros de guerra iraquíes. En abril de 2003 pasó a manos del ejército de EE. UU. Lo asumió la 800.ª brigada de la policía militar que lo rebautizó con el nombre de Camp Bucca en memoria de Ronald Bucca, jefe de bomberos de Nueva York que murió en los atentados del 11 de septiembre de las Torres Gemelas.

### Prisión "modelo"
Fue considerada la cárcel modelo de EE. UU. en Irak, con habitaciones de cemento y techo de madera, actividades gestionadas por los propios reclusos, derecho a visitas familiares y atención médica. Llegó a tener 27.000 detenidos repartidos en 24 campos, clasificados con trajes de colores según su estatus, riesgo de amenaza, nacionalidad y religión. Muchos de los prisioneros habían sido transferidos de la prisión de Abu Ghraib tras el escándalo en 2004 por torturas y abusos a prisioneros. Tras los sucesos de Abu Ghraib se estableció una supervisión más estrecha de los responsables de la prisión y mejor formación para los guardias responsables de vigilancia.

### Denuncias de torturas

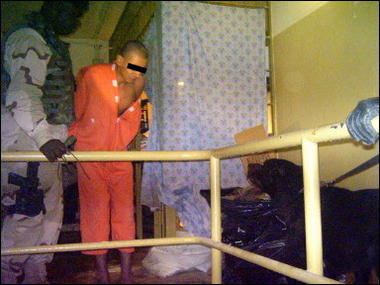
Prisionero en Abu Ghraib

Organizaciones de Derechos Humanos denunciaron la práctica habitual de tortura en Camp Bucca y la existencia durante años de numerosas personas detenidas sin cargos. Práctica confirmada en el informe encargado al general de división estadounidense Antonio Taguba sobre la situación de las cárceles de EE. UU. en Irak a raíz de las denuncias realizadas sobre la prisión de Abu Graib, presentado en mayo de 2004.
El Informe Taguba sobre Camp Bucca explica:
“Detenidos golpeados, pateados y apaleados; obligados a saltar descalzos; grabaciones y fotos de detenidas y detenidos desnudos; forzar a los detenidos a posar en posiciones sexuales explícitas para fotografiarles; forzar a los detenidos a quitarse la ropa y permanecer desnudos durante varios días; forzar a detenidos desnudos de género masculino a ponerse ropa interior femenina; forzar a grupos de detenidos de género masculino a masturbarse mientras son grabados o fotografiados; apilar los detenidos desnudos y saltar sobre ellos [...]; colocar una cadena de perro sobre el cuello de un detenido desnudo y hacer una foto con una soldado de género femenino que le sujeta; usar perros (sin bozal) para intimidar y atemorizar a los detenidos, que al menos en un caso mordió e hirió gravemente a un detenido”
Desde el 11 de abril hasta el 6 de junio de 2003 se desplegó en la cárcel de Camp Bucca una unidad sanitaria del Escalón Médico Avanzado del ejército español. La Asociación Politeya interpuso en mayo de 2004 una querella ante la Audiencia Nacional de España en la que acusaba a militares españoles de encubrir las torturas a prisioneros iraquíes en esta cárcel. El entonces Ministro de Defensa José Bono, declaró que los militares españoles no tuvieron constancia de torturas cuando el control médico era responsabilidad del Ejército de Tierra español. En mayo de 2004 un médico militar español declaró al diario El Mundo: “Vimos muchas contusiones, fracturas y algunas entradas de bala, pero nunca supimos su origen, nos decían que los iraquíes se peleaban mucho entre ellos, tratamos a los prisioneros lo mejor que pudimos. No prestamos ayuda psicológica, por lo que no sabemos si hubo vejaciones o humillaciones a los iraquíes”.
La periodista española Olga Rodríguez, recogió en el libro sobre Irak El hombre mojado no teme la lluvia publicado en 2009 el testimonio directo de un hombre que pasó por la cárcel de Camp Bucca, donde fue torturado y sometido a todo tipo de vejaciones. También Flayeh al Mayali que fue traductor de numerosos reporteros españoles en Irak, permaneció en las cárceles de Abu Ghraib y Camp Bucca durante casi un año acusando de haber facilitado información a los insurgentes iraquíes sobre los desplazamientos de los agentes del CNI españoles asesinados en Irak en un ataque contra el convoy en el que viajaban y después fue puesto en libertad sin que se presentara contra él ningún cargo.
La cárcel se clausuró a finales de 2009 en cumplimiento de los acuerdos entre EE. UU. y el gobierno iraquí y la base militar donde estaba situada fue subastada en 2011 y adquirida para la construcción de un complejo industrial.

## Nacimiento del Estado Islámico

Según el informe The Islamic State (El Estado Islámico) publicado en 2014 y elaborado por Soufan Group, una empresa que ofrece servicios de inteligencia a gobiernos y multinacionales, por esta cárcel pasaron al menos nueve miembros de la cúpula del Estado Islámico. Su líder, Abu Bakr al-Baghdadi fue trasladado a esta cárcel tras su detención en Faluya en febrero de 2004 y allí permaneció detenido -11 meses según el Pentágono que asegura que lo liberó en diciembre de 2004, 5 años según el investigador iraquí Hisham al-Hashimi  - Allí coincidió con el que sería su número dos, Abu Muslim al-Turkmani, con Abu Qasim, líder de los combatientes extranjeros o con el experimentado militar Haji Bakr, ya fallecido.
Numerosos analistas consideran en que Camp Bucca fue punto de conexión clave para fraguar la alianza entre los líderes yihadistas y antiguos miembros del ejército de Saddam Hussein y del partido Baaz que se sumaron al Estado Islámico.
Militares estadounidenses que conocieron el centro de detención, incluido el propio David Petraeus comandante de la Fuerza Multinacional en suelo iraquí de 2007 a 2008, reconocen que Camp Bucca fue un lugar estratégico para la radicalización. Estos extremistas estaban básicamente gestionando una universidad para entrenar terroristas en nuestras propias instalaciones, admitió Petraeus Estábamos liberando a individuos que eran más radicales que cuando llegaron (a Camp Bucca).
James Skylar Gerrond, comandante encargado de la prisión entre 2006 y 2007, también coincidía con esa opinión. A muchos de nosotros en Camp Bucca nos preocupaba que, en lugar de solo alojar a detenidos, hubiéramos creado una olla a presión del extremismo, escribió en su cuenta de Twitter.